# Thorigné-d'Anjou

Thorigné-d'Anjou este o comună în departamentul Maine-et-Loire, Franța. În 2009 avea o populație de 1,085 de locuitori.